# リグリア語
リグーリア語（リグーリアご、Léngoa lìgure）は、イタリア北西部を中心に分布する方言、もしくはロマンス語系の地方言語。
古代イタリアに居住したリグーリア族が用いた古代リグーリア語（イタリック語派、もしくはケルト語派と考えられている）とは異なり、リグリア族を滅ぼしたラテン民族のローマ帝国によるラテン語から派生したロマンス系言語である。

## 分布
- イタリア
  - リグーリア州
  - ロンバルディア州、ピエモンテ州、エミリア＝ロマーニャ州、トスカーナ州の一部
  - サルデーニャ島北部
- フランス
  - プロヴァンス東部
  - コルシカ島の一部
- モナコ
  - 全域

## 特徴

### 方言

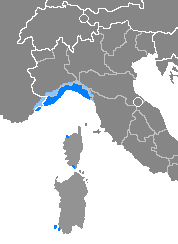

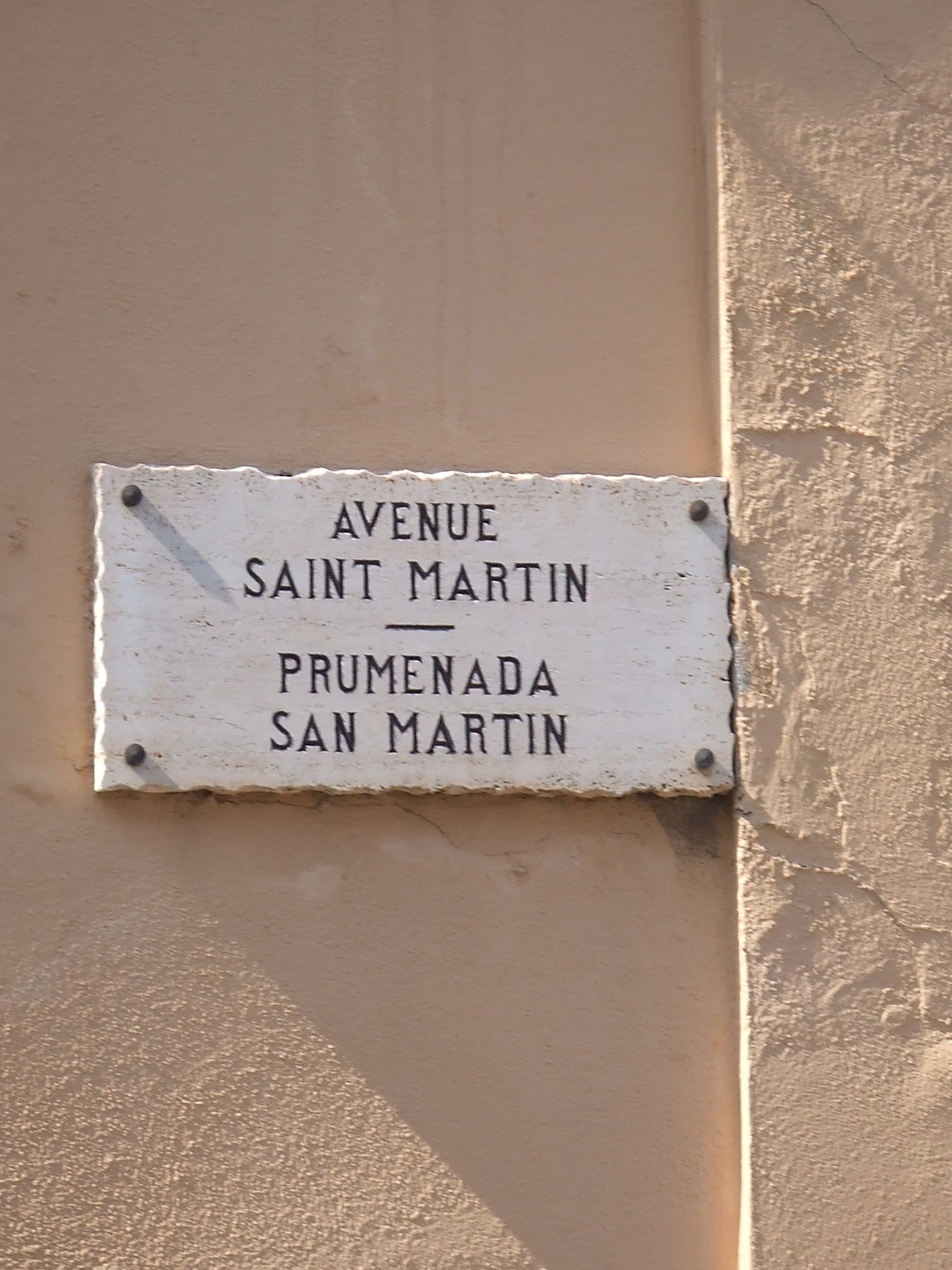
モナコ方言で書かれたリグーリア語の看板

- ジェノヴァ方言(最も話者が多い)  Genoese (lij-gen)
- モナコ方言 Monégasque (lij-mon)
- スペッツォ方言 Spezzino (lij-spe)
- インテメリオ方言 Intemelio (lij-int)
- タバルカ方言 Tabarchino (lij-tab)
- ボニファーチョ方言 Bonifacino (lij-bon)